# Campionato bielorusso di calcio a 5 2007-2008
Il campionato bielorusso di calcio a 5 2007-2008 è stata la diciannovesima edizione della competizione e si è svolto con la formula del girone all'italiana.
La vittoria è andata al Viten Novolukoml al suo primo trofeo, in virtù dei cinque punti di vantaggio sui campioni uscenti del Mapid Minsk.

## Classifica finale
| Pos | Squadra              | Pti | G  | V  | N | P  | GF  | GS  |
| --- | -------------------- | --- | -- | -- | - | -- | --- | --- |
| 1   | Viten Novolukoml     | 69  | 26 | 22 | 3 | 1  | 151 | 56  |
| 2   | Mapid Minsk          | 64  | 26 | 20 | 4 | 2  | 180 | 63  |
| 3   | Dorozhnik Minsk      | 57  | 26 | 17 | 6 | 3  | 150 | 60  |
| 4   | BGUFK-M.rakurs Minsk | 55  | 26 | 17 | 4 | 5  | 122 | 57  |
| 5   | BTEU Gomel           | 43  | 26 | 13 | 4 | 9  | 111 | 94  |
| 6   | Spartak-54 Minsk     | 42  | 26 | 13 | 3 | 10 | 91  | 92  |
| 7   | CKK Svetlahorsk      | 41  | 26 | 12 | 5 | 9  | 116 | 79  |
| 8   | Granit Mikashevichi  | 38  | 26 | 11 | 5 | 10 | 103 | 96  |
| 9   | Borisov-900 Borisov  | 36  | 26 | 11 | 3 | 12 | 115 | 125 |
| 10  | Dinamo-BNTU Minsk    | 23  | 26 | 6  | 5 | 15 | 89  | 133 |
| 11  | Gazovik-VGU Vitebsk  | 19  | 26 | 5  | 4 | 17 | 95  | 153 |
| 12  | Bazar Luninets       | 17  | 26 | 5  | 2 | 19 | 124 | 224 |
| 13  | Ekonomist Minsk      | 12  | 26 | 3  | 3 | 20 | 48  | 135 |
| 14  | Iput Dobrush         | 4   | 26 | 1  | 1 | 24 | 72  | 200 |